# Probarbital
Probarbital (tên thương mại Ipral, Vasalgin) là một dẫn xuất barbiturat được phát minh vào thập niên 1920. Nó có đặc tính an thần, thôi miên và chống co giật.